# Oxyina sinobidentata
Oxyina sinobidentata är en insektsart som först beskrevs av Jennifer L. Hollis 1971.  Oxyina sinobidentata ingår i släktet Oxyina och familjen gräshoppor. Inga underarter finns listade i Catalogue of Life.